# Malem Niani
Pour les articles homonymes, voir Malem (homonymie).
Malem Niani (ou Maleme Niani) est une localité de l'est du Sénégal, située dans le département de Koumpentoum et la région de Tambacounda. 
Le village a été érigé en commune en décembre 2008.
Selon une source officielle, Malem Niani compte 1 675 habitants et 182 ménages.
À vol d'oiseau, les localités les plus proches sont : Tioumpoulaoua, Koumare, Guente Velingara, Davadi, Boinguel, Ndiare,
Samba Diari.